# Chlorophorus linsleyi
Chlorophorus linsleyi là một loài bọ cánh cứng trong họ Cerambycidae.